# Европско првенство у атлетици на отвореном 1990 — 400 метара препоне за мушкарце
Трка на 400 метара са препонама у мушкој конкуренцији на Европском првенству у атлетици 1990. у Сплиту одржана је 27., 28. и 31. августа на стадиону Пољуд.
Титулу освојену 1986. у Штутгарту, није бранио Харалд Шмид из Западне Немачке.

## Земље учеснице
Учествовала је 28 такмичара из 17 земаља. 
1. Белгија (1)
2. Бугарска (1)
3. Грчка (1)
4. Западна Немачка (3)
5. Италија (1)
6. Југославија (3)
7. Пољска (1)
8. Португалија (1)
9. Румунија (1)
10. Совјетски Савез (3)
11. Уједињено Краљевство (3)
12. Финска (1)
13. Француска (1)
14. Чехословачка (1)
15. Швајцарска (1)
16. Шведска (3)
17. Шпанија (2)

## Рекорди
| Рекорди пре почетка Европског првенства 1990. | Рекорди пре почетка Европског првенства 1990. | Рекорди пре почетка Европског првенства 1990. | Рекорди пре почетка Европског првенства 1990. | Рекорди пре почетка Европског првенства 1990. | Рекорди пре почетка Европског првенства 1990. |
| --------------------------------------------- | --------------------------------------------- | --------------------------------------------- | --------------------------------------------- | --------------------------------------------- | --------------------------------------------- |
| Светски рекорд                                | Едвин Мозиз                                   | Сједињене Државе                              | 47,02                                         | Кобленц, Западна Немачка                      | 31. август 1983.                              |
| Европски рекорд                               | Харалд Шмид                                   | Западна Немачка                               | 47,48                                         | Атина, Грчка                                  | 8. септембар 1982.                            |
| Рекорди Европских првенстава                  | Харалд Шмид                                   | Западна Немачка                               | 47,48                                         | Атина, Грчка                                  | 8. септембар 1982.                            |
| Најбољи светски резултат сезоне               | Дени Харис                                    | Сједињене Државе                              | 47,49                                         | Лозана, Швајцарска                            | 12. јул                                       |
| Најбољи европски резултат сезоне              | Крис Акабуси                                  | Велика Британија                              | 48,34                                         | Цирих, Швајцарска                             | 25. август                                    |
| Рекорди после Европског првенства 1990.       |                                               |                                               |                                               |                                               |                                               |
| Најбољи европски резултат сезоне              | Крис Акабуси                                  | Велика Британија                              | 47,92                                         | Сплит, СФРЈ                                   | 29. август                                    |

## Најбољи резултати у 1990. години
Најбржи европски атлетичарки 1990. године на 400 метара са препонама пре почетка европског првенства (26. августа 1990) заузимали су следећи пласман на европској и светској ранг листи (СРЛ).
| 1.  | Крис Акабуси          | Велика Британија | 48,34    | 25. август | 5. СРЛ  |
| 2.  | Карстен Кербрик       | Западна Немачка  | 48,89 ЛР | 12. август | 10. СРЛ |
| 3.  | Едгар Ит              | Западна Немачка  | 49,00    | 26. мај    | 11. СРЛ |
| 4.  | Јозеф Куцеј           | Чехословачка     | 49,44    | 9. јун     | 18. СРЛ |
| 5.  | Олаф Хенсе            | Западна Немачка  | 49,65    | 12. август | 22. СРЛ |
| 6.  | Бранислав Караулић    | Југославија      | 49,79    | 2. јун     | 25. СРЛ |
| 7.  | Атанасиос Калогијанис | Грчка            | 49,85    | 17. јун    | 27. СРЛ |
| 8.  | Удо Шилер             | Западна Немачка  | 49,91    | 9. јун     | 30. СРЛ |
| 9.  | Philippe Gonigam      | Француска        | 49,97    | 13. јул    | 32. СРЛ |
| 10. | Владимир Будко        | Совјетски Савез  | 59,98    | 10. јун    | 33. СРЛ |
|     |                       |                  |          |            |         |
|     | Миро Коцуван          | Југославија      |          |            |         |
|     | Бранислав Караулић    | Југославија      |          |            |         |
|     | Рок Копитар           | Југославија      |          |            |         |

Такмичарке чија су имена подебљана учествовале су на ЕП.

## Освајачи медаља
|                                   |                       |                          |
| Крис Акабуси Уједињено Краљевство | Свен Ниландер Шведска | Никлас Валенлинд Шведска |

## Резултати

### Квалификације
У полуфинале су се квалификовала по три првопласиран из сваке од четири квалификационе групе (КВ), и 4 на основу постигнутог резултата (кв).
| Место | Група | Атлетичар            | Земља                | Резултат | Белешка |
| ----- | ----- | -------------------- | -------------------- | -------- | ------- |
| 1.    | 1     | Крис Акабуси         | Уједињено Краљевство | 50,08    | КВ      |
| 2.    | 2     | Макс Робертсон       | Уједињено Краљевство | 50,27    | КВ      |
| 3.    | 4     | Свен Ниландер        | Шведска              | 50,28    | КВ      |
| 4.    | 1     | Вадим Задојнов       | Совјетски Савез      | 50,34    | КВ      |
| 5.    | 4     | Хосе Алонсо          | Шпанија              | 50,36    | КВ      |
| 6.    | 2     | Карстен Кербрик      | Западна Немачка      | 59,39    | КВ      |
| 7.    | 2     | Стефан Дијагана      | Француска            | 50,49    | КВ      |
| 8.    | 1     | Коен Врлинде         | Белгија              | 50,50    | КВ      |
| 9.    | 2     | Красимир Демијев     | Бугарска             | 50,59    | кв      |
| 10.   | 1     | Олаф Хансе           | Западна Немачка      | 50,74    | кв      |
| 11.   | 4     | Томас Ниберг         | Шведска              | 50,83    | КВ      |
| 12.   | 4     | Алексеј Базаров      | Совјетски Савез      | 50,84    | кв      |
| 13.   | 3     | Едгар Ит             | Западна Немачка      | 50,93    | КВ      |
| 14.   | 3     | Јозеф Куцеј          | Чехословачка         | 51,01    | КВ      |
| 15.   | 3     | Никлас Валенвилд     | Шведска              | 51,06    | КВ      |
| 16.   | 1     | Павел Возњак         | Пољска               | 51,09    | кв      |
| 17.   | 3     | Данијел Ритер        | Швајцарска           | 51,24    |         |
| 18.   | 3     | Мауро Маурици        | Италија              | 51,27    |         |
| 19.   | 3     | Александар Беликов   | Совјетски Савез      | 51,31    |         |
| 20.   | 4     | Атанасиос Калојанис  | Грчка                | 51,37    |         |
| 21.   | 4     | Миро Коцуван         | Југославија          | 51,37    |         |
| 22.   | 4     | Марк Долендорф       | Белгија              | 51,60    |         |
| 23.   | 2     | Веса-Пека Пихлависто | Финска               | 51,59    |         |
| 24.   | 2     | Мугур Матеску        | Румунија             | 51,63    |         |
| 25.   | 1     | Сантијаго Фрага      | Шпанија              | 52,00    |         |
| 26.   | 4     | Педро Родригез       | Португалија          | 52,03    |         |
| 27.   | 2     | Бранислав Караулић   | Југославија          | 53,26    |         |
| 28.   | 4     | Рок Копитар          | Југославија          | НЗ       |         |

### Полуфинале
У финале су се пласирала по четири првопласирана такимичара из обе полуфиналне групе (КВ).
| Место | ПФ | Атлетичар        | Земља                | Резултат | Белешка |
| ----- | -- | ---------------- | -------------------- | -------- | ------- |
| 1     | 2  | Никлас Валенвилд | Шведска              | 48,80    | КВ      |
| 2.    | 2  | Свен Ниландер    | Шведска              | 48,82    | КВ      |
| 3.    | 1  | Крис Акабуси     | Уједињено Краљевство | 48,84    | КВ      |
| 4.    | 2  | Карстен Кербрик  | Западна Немачка      | 49,04    | КВ      |
| 5.    | 2  | Едгар Ит         | Западна Немачка      | 49,24    | КВ      |
| 6.    | 2  | Макс Робертсон   | Уједињено Краљевство | 49,25    |         |
| 7.    | 1  | Стефан Дијагана  | Француска            | 49,26    | КВ      |
| 8.    | 1  | Вадим Задојнов   | Совјетски Савез      | 49,34    | КВ      |
| 9.    | 2  | Алексеј Базаров  | Совјетски Савез      | 49,37    |         |
| 10.   | 2  | Коен Врлинде     | Белгија              | 49,90    |         |
| 11.   | 1  | Хосе Алонсо      | Шпанија              | 49,92    | КВ      |
| 12.   | 2  | Красимир Демијев | Бугарска             | 50,39    |         |
| 13.   | 1  | Јозеф Куцеј      | Чехословачка         | 50,52    |         |
| 14.   | 1  | Олаф Хансе       | Западна Немачка      | 50,53    |         |
| 15.   | 1  | Павел Возњак     | Пољска               | 50,94    |         |
| 16.   | 1  | Томас Ниберг     | Шведска              | 51,02    |         |

### Финале
| Пласман | Атлетичар        | Земља                | Резултат | Белешка |
| ------- | ---------------- | -------------------- | -------- | ------- |
|         | Крис Акабуси     | Уједињено Краљевство | 47,92    | ЕРС     |
|         | Свен Ниландер    | Шведска              | 48,43    |         |
|         | Никлас Валенвилд | Шведска              | 48,52    |         |
| 4       | Вадим Задојнов   | Совјетски Савез      | 48,61    | НР      |
| 5       | Стефан Дијагана  | Француска            | 48,92    |         |
| 6       | Карстен Кербрик  | Западна Немачка      | 48,95    |         |
| 7       | Хосе Алонсо      | Шпанија              | 49,77    |         |
| 8       | Едгар Ит         | Западна Немачка      | 49,83    |         |